# Macrosiphoniella aetnensis
Macrosiphoniella aetnensis är en insektsart. Macrosiphoniella aetnensis ingår i släktet Macrosiphoniella och familjen långrörsbladlöss. Inga underarter finns listade i Catalogue of Life.